# Mionochroma vittatum
Mionochroma vittatum là một loài bọ cánh cứng trong họ Cerambycidae.